# Was ist Metaphysik?
Was ist Metaphysik? (Ned: Wat is metafysica?) is de titel van de inaugurele rede die Martin Heidegger op 24 juli 1929 hield aan de Universiteit van Freiburg. Hij nam er de leerstoel van Edmund Husserl over.
Heidegger definieert in deze rede de mens als het wezen dat in de metafysica naar het geheel vraagt. Hij gaat in op de relatie tussen filosofie en wetenschap en vraagt zich daarbij af hoe beide disciplines zich tot het Niets verhouden. Zijn conclusie is dat alleen het Niets de "kernvraag" van de filosofie en dus ook van de wetenschap bepaalt: "Warum ist überhaupt Seiendes und nicht vielmehr Nichts?" (Waarom is er iets en niet veeleer Niets?). Omdat de logica ongeschikt blijkt om het Niets te begrijpen, kan zij volgens Heidegger niet als centrale methode van de metafysica dienen.
De oratie markeert een belangrijke overgang van het denken uit "Sein und Zeit" naar Heideggers latere werk. Het belang van deze tekst blijkt onder meer uit het feit dat Heidegger achteraf in 1943 een nawoord en in 1949 een inleiding schrijft waarin hij zichzelf interpreteert.

## Inhoud

### De beginvraag
In het begin van zijn rede zet Heidegger uiteen wat het betekent metafysische vragen te stellen. Twee zaken bepalen volgens hem deze vraag: het is de mens die vraagt en deze vraagt niet naar een enkele zaak, maar naar het geheel. Bij wijze van vergelijking wijst Heidegger op de wetenschappen. Deze vragen naar afzonderlijke aspecten; ze vragen niet naar het Zijn als geheel, maar naar het zijnde, en ze verrichten hun onderzoek dan ook in afzonderlijke disciplines. De wetenschappelijke aanpak kenmerkt zich daarbij door de volgende drie punten:
- Weltbezug (relatie tot de wereld): de wetenschappen hebben betrekking op het zijnde.
- Haltung (houding): hun aanpak wordt door het onderzoeksobject bepaald, hiertoe abstraheren zij van mensen.
- Einbruch (binnendringing): wetenschap wordt bedreven als systematische blootlegging van het zijnde.

Met een formulering die op het eerste gezicht een woordspeling lijkt, legt Heidegger een voorlopig verband tussen metafysica en wetenschap:

Onderzocht zal worden [door de wetenschap] slechts het zijnde en verder - niets; het zijnde alleen en verder - niets; […] is het toeval dat wij geheel vanzelf zo spreken?

Hij wijst op het volgende: wanneer de wetenschap geen aandacht schenkt aan het Niets, zet zij het als "onwetenschappelijk" weg en definieert ze zichzelf juist met behulp van het Niets.

### Het Niets
Om erachter te komen of dit slechts een manier van spreken is dan wel of het werkelijk om een relatie tot het Niets gaat, moet verhelderd worden wat onder "Niets" verstaan wordt. Het volstaat duidelijk niet, aldus Heidegger, het Niets als negatie van een zijnde te denken, aangezien het dan gedefinieerd wordt door datgene waarvan het juist het tegendeel is. Heidegger houdt echter een slag om de arm, aangezien het hier om een logische tegenspraak gaat. De rol van de logica moet echter nog bepaald worden.
Ook de opvatting dat het Niets de negatie van het Geheel is deugt volgens Heidegger niet, omdat het Geheel voor ons als eindige wezens niet als Geheel toegankelijk is. Bovendien blijft het een zaak van het verstand zich het Geheel voor te stellen en het te negeren. Heidegger is het veel meer te doen om een ervaring van het Niets. Op het niveau van de ervaring kan namelijk, aldus Heidegger, het Geheel als iets te midden waarvan wij zijn, heel goed worden begrepen. Zij het niet door het verstand, maar door stemmingen, gevoelens en affecten. Als de aanwezigheid van iemand die we liefhebben ons blij stemt, kan het Geheel te midden waarvan wij zijn ons duidelijk worden.
Deze stemmingen tonen ons echter het Geheel als iets betekenisvols en openbaren daarmee juist niet het Niets. De stemming die het Niets daarentegen als zodanig ontsluit, is voor Heidegger de Angst. Die richt zich - anders dan de vrees voor iets - niet op iets bepaalds, maar door de angst voelen wij ons akelig en verliest de wereld haar betekenis, ze laat ons onverschillig, ze is "niets" voor ons. Het Niets wordt echter ook in de angst niet verworven, maar ontmoet. Hiervoor is het op het Zijnde aangewezen: het toont zich in het in onbetekenendheid verzinkende zijnde. De verzettelijkheid, het falen, het sluiten en het weigeren van de wereld is voor Heidegger een grondervaring, die tot het mens-zijn behoort. Het is de grondervaring van het Niets, in de Angst. Voor Heidegger is het Niets niet iets dat abstract is, maar een concrete ervaring, wat hij met de drastische formulering tot uitdrukking brengt, dat de mens in het Niets is "ingesloten".
Heidegger spreekt in het vervolg echter niet van de Ervaring van het Niets, maar van Het Niets - een formulering, waaraan veel aanstoot genomen is. Dit heeft echter zijn grond in Heideggers pogingen het subjectivisme van de Nieuwe Tijd te overwinnen. Het is geen subject, dat zich in de Angst van de wereld losmaakt, maar de Wereld maakt zich veeleer van de mens los, haar terugtrekking is niet in de macht van het subject. Heidegger noemt deze onttrekking van de wereld Nichtung ("vernietiging"):

Deze in het geheel afwijzende verwijzing naar het ontglijdende Zijn als geheel, als welke het Niets in de Angst het Dasein [d.i. de mens] omgeeft, is het wezen van het Niets: de Nichtung.

Zo eindig zijn wij, dat wij niet slechts door een eigen besluit en wil ons oorspronkelijk voor het Niets kunnen brengen.

Het is voor Heidegger geen taalkundig raffinement, waarbij hij door substantivering van niets tot het Niets kan zeggen: "Das Nichts selber nichtet." De ervaring van het Niets en de Angst die in de praktische omgang met de wereld gemaakt is, is niet door het subject geproduceerd. Ook toont zich nu, waarom het Niets niet uit de verstandshandeling der negatie te begrijpen is: het is een aan iedere wereldbetrekking voorafgaand vermogen van een subject. De mens is voor de negatie veeleer op de voorafgaande oorspronkelijke ervaring van het Niets aangewezen; slechts vanuit het vooruitzicht op het Niets is de negatie mogelijk. Omdat ook de ervaring niets is dat hij kan tonen, maar het het Niets is, dat nietigt, ontspringt de negatie uit het Niets: "Het Niets ontstaat niet door de negatie, maar de negatie grondt zich op het Niets, dat uit het Nietigen van het Niets ontspringt."